# Citroën B2 (tracteur)
Pour l'automobile, voir Citroën B2.
Le Citroën B2 (parfois appelé Citroën 12 HP ou Vigneron) est un tracteur agricole français conçu en 1919.

## Conception
Le tracteur est de dimensions réduites pour pouvoir être utilisé dans les vignes. Il mesure 2,5 m de long, 0,86 m de large, 1,5 m de haut. Les roues motrices arrière ont un diamètre de 0,90 m et les roues directrices avant de 0,55 m. L'empattement est de 1,34 m. Le rayon de braquage est de 2 m.
Le moteur est un quatre cylindres de 65 × 100 mm à essence. Il développe 12 ch à 1 600 tr/min. Le tracteur dispose de deux vitesses avant et d'une vitesse arrière, qui permettent des allures respectives de 3,5 km/h, 4,8 km/h et 3,0 km/h.
Le tracteur pèse 840 kg, et peut tracter 750 kg, charge qui tombe à 430 kg environ pour un remorquage à 3 km/h.
Le prix de vente en 1920 est de 9 500 F. Citroën en produit entre 500 et 700 de 1919 à 1920.